# Piotr Hallmann
Piotr Hallmann (Gdynia, 25 de agosto de 1987) é um lutador polonês de MMA que atualmente compete na categoria Peso Leve do Ultimate Fighting Championship.

## Biografia
Hallmann foi o primeiro atleta profissional de sua família. Ele havia mostrado interesse em artes marciais ainda muito jovem quando começou a treinar karatê com seis anos de idade. Suas outras atividades atléticas eram futebol e capoeira. Ele começou a treinar no MMA em 2008, e fez sua estreia profissional um ano depois.
Hallmann graduou-se Akademia Marynarki Wojennej e é atualmente um oficial da Marinha, com a patente de tenente secundário.

## Carreira no MMA

### Início da Carreira
Hallmann fez sua estreia no MMA profissional no Beast of the East, evento realizado em sua cidade natal, Gdynia, em novembro de 2009 , quando derrotou Krzysztof Adaszak. Depois de três vitórias consecutivas, ele sofreu sua primeira derrota na carreira contra o lutador alemão, Christian Eckerlin.
Após sua derrota, Hallmann conquistou nove vitórias em vários eventos na Europa. Ele venceu o Casino Fight Night 2011 em  Erfurt, bem como o World Freefight Challenge e conquistou o título peso leve do Celtic Gladiator.

### Ultimate Fighting Championship
Após sua série de vitórias em eventos europeus, Hallmann assinou com quatro lutas com o Ultimate Fighting Championship.
Hallmann fez sua estreia no UFC Fight Night: Teixeira vs. Bader no Brasil. Ele enfrentou o lutador brasileiro. Francisco Trinaldo e venceu por finalização após aplicar uma kimura no segundo round, depois de ser repetidamente ferido por chutes ao corpo no primeiro round. Sua performance lhe rendeu o prêmio de Finalização da Noite.
Em sua segunda luta, Hallmann lutou no card preliminar do UFC Fight Night: Machida vs. Muñoz em outubro de 2013. Ele enfrentou Al Iaquinta e após os três rounds, perdeu por decisão unânime.
Em sua maior performance na organização, Hallmann enfrentou Yves Edwards em 7 de Junho de 2014 no UFC Fight Night: Henderson vs. Khabilov. Ele venceu por finalização após encaixar um mata-leão no terceiro round. Seu desempenho lhe rendeu o prêmio de Performance da Noite.
Hallmann enfrentou Gleison Tibau em 13 de Setembro de 2014 no UFC Fight Night: Pezão vs. Arlovski II. Ele foi derrotado por decisão dividida. Hallmann testou positivo no anti-doping na luta contra Tibau.
Hallmann enfrentou Magomedov Mustafev em 20 de Junho de 2015 no UFC Fight Night: Jędrzejczyk vs. Penne e saiu da luta derrotado quando o médico declarou no segundo round que Piotr não podia continuar.
Hallmann enfrentou o brasileiro Alex Oliveira em 7 de Novembro de 2015 no UFC Fight Night: Belfort vs. Henderson III. Ele foi derrotado por nocaute no terceiro round.

## Títulos e Realizações

### Artes marciais mistas
- Ultimate Fighting Championship
  - Performance da Noite (Uma vez) vs. Yves Edwards
  - Finalização da Noite (Uma vez) vs. Francisco Trinaldo

## Cartel no MMA
| Cartel no MMA   |             |            |
| 20 lutas        | 15 vitórias | 5 derrotas |
| Por nocaute     | 7           | 3          |
| Por finalização | 7           | 0          |
| Por decisão     | 1           | 2          |

| Res.    | Cartel | Oponente               | Método                               | Evento                                     | Data       | Round | Tempo | Local                    | Notas                                 |
| ------- | ------ | ---------------------- | ------------------------------------ | ------------------------------------------ | ---------- | ----- | ----- | ------------------------ | ------------------------------------- |
| Derrota | 15-5   | Alex Oliveira          | Nocaute (soco)                       | UFC Fight Night: Belfort vs. Henderson III | 07/11/2015 | 3     | 0:54  | São Paulo                |                                       |
| Derrota | 15-4   | Magomed Mustafaev      | Nocaute técnico (interrupção médica) | UFC Fight Night: Jędrzejczyk vs. Penne     | 20/06/2015 | 2     | 3:24  | Berlim                   |                                       |
| Derrota | 15-3   | Gleison Tibau          | Decisão (dividida)                   | UFC Fight Night: Pezão vs. Arlovski II     | 13/09/2014 | 3     | 5:00  | Brasília                 | Luta da Noite.                        |
| Vitória | 15–2   | Yves Edwards           | Finalização (mata leão)              | UFC Fight Night: Henderson vs. Khabilov    | 07/06/2014 | 3     | 2:31  | Albuquerque, Novo México | Performance da Noite                  |
| Derrota | 14–2   | Al Iaquinta            | Decisão (unânime)                    | UFC Fight Night: Machida vs. Muñoz         | 26/10/2013 | 3     | 5:00  | Manchester               |                                       |
| Vitória | 14–1   | Francisco Trinaldo     | Finalização (kimura)                 | UFC Fight Night: Teixeira vs. Bader        | 04/09/2013 | 2     | 3:50  | Belo Horizonte           | Finalização da Noite                  |
| Vitória | 13–1   | Juha-Pekka Vainikainen | Decisão (unânime)                    | MMA Attack 3                               | 27/04/2013 | 3     | 5:00  | Katowice                 |                                       |
| Vitória | 12–1   | Ivica Truscek          | Finalização (mata-leão)              | Celtic Gladiator VI                        | 09/02/2013 | 2     | 2:03  | Saggart                  | Venceu o CG Lightweight Championship  |
| Vitória | 11–1   | Vaso Bakocevic         | Nocaute técnico (corte)              | WFC 17: Olimp Live & Fight                 | 21/10/2012 | 2     | 0:47  | Ljubljana                | Venceu o WFC Lightweight Championship |
| Vitória | 10–1   | Jarkko Latomaki        | Nocaute técnico (socos)              | Botnia Punishment 12                       | 14/09/2012 | 1     | 4:02  | Seinajoki                |                                       |
| Vitória | 9–1    | Kevin Donnelly         | Finalização (mata-leão)              | Cage Warriors Fight Night 5                | 22/05/2012 | 2     | 4:47  | Amman                    |                                       |
| Vitória | 8–1    | Szymon Walaszek        | Finalização (mata-leão)              | Round 1                                    | 12/11/2011 | 1     | 2:18  | Białogard                |                                       |
| Vitória | 7–1    | Tamirlan Dadaev        | Finalização (mata-leão)              | Casino Fight Night 2                       | 09/04/2011 | 1     | 11:23 | Erfurt                   |                                       |
| Vitória | 6–1    | Avtandil Shoshiashvili | Nocaute (soco)                       | Casino Fight Night 2                       | 09/04/2011 | 1     | 0:12  | Erfurt                   |                                       |
| Vitória | 5–1    | Rastislav Hanulay      | Finalização (mata-leão)              | Ring XF 3: Double Battle                   | 05/03/2011 | 2     | 4:08  | Zgierz                   |                                       |
| Derrota | 4–1    | Christian Eckerlin     | Nocaute técnico (desistência)        | GMC 2: Continued                           | 10/10/2010 | 4     | 0:51  | Herne                    |                                       |
| Vitória | 4–0    | Kerim Abzaiłow         | Nocaute (socos)                      | RING XF 2: Second Coming                   | 30/05/2010 | 1     | 2:47  | Łódź                     |                                       |
| Vitória | 3–0    | Rafał Terlikowski      | Nocaute técnico (socos)              | Shooto Poland: Polish Shooto League 9      | 27/02/2010 | 1     | 1:42  | Przodkowo                |                                       |
| Vitória | 2–0    | Paweł Wołowiec         | Nocaute técnico (socos)              | Shooto Poland: Held vs. Lasota             | 21/11/2009 | 1     | 2:15  | Kielce                   |                                       |
| Vitória | 1–0    | Krzysztof Adaszak      | Nocaute técnico (socos)              | Beast of the East                          | 14/11/2009 | 1     | 2:49  | Gdynia                   |                                       |